# Pandémie de grippe

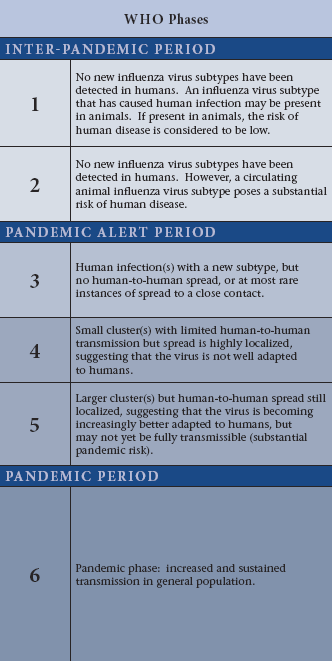
Diagramme de l'OMS montrant les différentes étapes d'une épidémie,

Une pandémie de grippe est une épidémie grippale touchant une part inhabituellement importante de la population et présente sur une large zone géographique.Il ne s'agit pas d'évènements tout à fait exceptionnels, sur la base des pandémies grippales documentées, une pandémie grippale intervient en moyenne tous les 11 à 22 ans.
Les conséquences d'une pandémie de grippe lorsqu'elle ne peut être maîtrisée peuvent être très importantes, comme cela a été le cas de la grippe espagnole en 1918 en Europe où en deux années elle a tué des dizaines de millions de personnes et a eu un impact fort sur la démographie, ou plus récemment avec l'infection par le virus de la grippe A qui touche sévèrement l'Amérique centrale et moins fortement l'Amérique du Nord, l'Amérique du Sud et l'Europe.

## Pandémies en période pré-moderne
La responsabilité du virus grippal est naturellement hypothétique. Cependant la pandémie de 1510 ressemble beaucoup dans sa description à une grippe — fièvre, céphalée, toux pendant quelques jours — et a été signalée en Afrique et en Europe, avec une mortalité variable suivant les témoins.

## Les pandémies duXXesiècle
Quatre pandémies de grippe ont été recensées au siècle dernier : 
- la grippe espagnole de 1918-1919 à virus de la grippe A (H1N1) qui fit entre 17 et 100 millions de morts[3],[4];
- la grippe asiatique en 1957 à virus de la grippe A (H2N2) qui fit entre 1 et 4 millions de morts[3];
- la grippe de Hong Kong en 1968 à virus de la grippe A (H3N2) qui fit entre 1 et 4 millions de morts[3];
- La grippe russe de 1977  à virus de la grippe A (H1N1) qui a fait 0,7 million de morts[5],[6].

### Grippe espagnole
La grippe de 1918, surnommée en France « grippe espagnole » (due à une souche H1N1) s'est répandue en pandémie de 1918 à 1919.
Elle provoqua 30 millions de morts selon l'Institut Pasteur, et jusqu'à 100 millions selon certaines réévaluations récentes.

## Les pandémies duXXIesiècle

### Grippe aviaire
Les épidémiologistes de l'OMS et de la FAO redoutent une nouvelle pandémie, qui pourrait avoir comme origine le nouveau virus H5N1 « hautement pathogène » apparu en 1998 à Hong Kong, dit de la « grippe aviaire », potentiellement aussi dangereux que la grippe espagnole.
La grippe aviaire (due à une souche H5N1) s'est répandue en pandémie de 2004 à 2007.
Une estimation de la banque mondiale et de l'ONU porte à 71 millions le nombre de morts qu'une telle pandémie pourrait induire et à 3 000 milliards de dollars son coût pour l’économie mondiale. Les mesures prises semblent avoir permis une baisse du nombre de cas et du nombre de nouveaux pays touchés de 2006 à 2008.

### Grippe A
La grippe A (due à une souche H1N1) s'est répandue en pandémie en 2009.

## Tableau comparatif
| Nom                       | Date         | Type                                | Personnes infectées                | Décès              | Taux de mortalité | Indicateur de sévérité |
| ------------------------- | ------------ | ----------------------------------- | ---------------------------------- | ------------------ | ----------------- | ---------------------- |
| Grippe russe de 1889-1890 | 1889–90      | Probablement H3N8 ou H2N2           | Inconnu                            | 1 million          | 0,15 %            | Inconnu                |
| Grippe de 1918            | 1918–20      | H1N1                                | 33 % (500 millions)                | 17–100 million,    | 2–3 %             | 5                      |
| Grippe asiatique          | 1957–58      | H2N2                                | 8–33 % (250 millions – 1 milliard) | 1–4 million        | 0,2 %-0,67 %,     | 2                      |
| Grippe de Hong Kong       | 1968–69      | H3N2                                | 7–28 % (250 millions – 1 milliard) | 1–4 million        | <0,2 %            | 2                      |
| Grippe russe              | 1977–79      | H1N1                                | Inconnu                            | 0,7 million        | Inconnu           | Inconnu                |
| Grippe de 2009,           | 2009–10      | H1N1/09                             | 10–200 millions                    | 105 700–395 600    | 0,03 %            | Inconnu                |
| Pandémie de Covid-19      | 2019–23      | SARS-CoV-2                          | >674 millions                      | 6 869 759          | ~1,018 %          | Inconnu                |
| Grippe saisonnière        | Chaque année | Principalement A/H3N2, A/H1N1, et B | 5–15 % (340 millions – 1 milliard) | 290 000–650 000/an | <0,1 %            | NC                     |
| Notes 1.                  |              |                                     |                                    |                    |                   |                        |

## Prospective
En 1993 une réunion internationale  organisée par le GEIG (Groupe d’Étude et d'Information sur la Grippe) à Berlin définissait déjà  les lignes de conduite à tenir en cas de pandémie grippale,.
Surmortalité : Une étude s'est basée sur les données d'état civil « de haute qualité » collectées durant la pandémie 1918-1920 pour estimer par extrapolation quelle pourrait être la mortalité mondiale si une pandémie aux caractéristiques similaires s'était produite en 2004. Ces données ont été croisées à leur géographie (latitude) et au revenu moyen par tête.

À l'époque, la mortalité a beaucoup varié selon les contextes (jusqu'à 30 fois plus de morts dans certains pays), sans doute en raison de l'immunité face au virus, mais aussi selon la pauvreté « qui explique une grande partie de cette variation de la mortalité ». Une extrapolation à 2004 correspondrait à la mort d'environ 62 millions de personnes dont 96 % environ seraient dans des pays pauvres ou en voie de développement. Si cette mortalité se concentrait en un an, elle accroitrait la mortalité mondiale de 114 %.
L'OMS et l'OIE ont mis en place un réseau de surveillance zoonotique de l'évolution des virus, mais il n'est pas possible de vraiment prévoir où et quand émergera une souche mutante à caractéristique « pandémique ».
Selon une étude publiée en 2018 dans la revue Frontiers in Cellular and Infection Microbiology, le contexte d'une population fragilisée par le changement climatique, une pandémie du type de la pandémie de grippe espagnole pourrait éventuellement faire non pas environ 50 millions de morts comme en 1918, mais 147 millions de morts.